# Taepodong-2

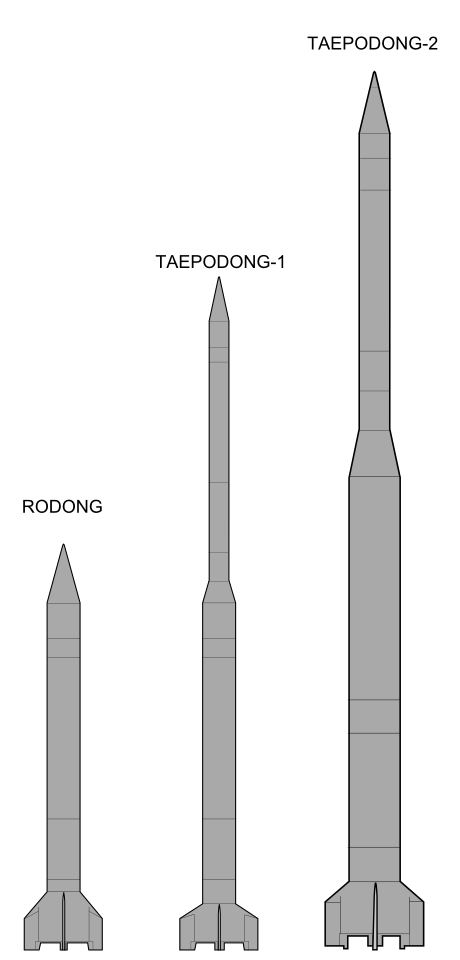
Tailles comparées (de gauche à droite) des missiles Rodong-1, Taepodong-1 et Taepodong 2.

Le Taepodong 2 est un missile balistique à plusieurs étages développé par la Corée du Nord, dont la portée est estimée entre 3 500  et   6 700 km. Il est composé d'un premier étage totalement nouveau et utilise un missile de courte portée Nodong comme second étage. Il dispose d'une capacité relativement petite pour utiliser des charges conventionnelles, ce qui suggère qu'il pourrait être armé avec des charges chimiques, biologiques ou même nucléaires.
Plusieurs experts pensent que sa portée serait suffisante pour atteindre des cibles américaines comme Pearl Harbor, Hawaï ou l'Alaska. La Corée du Nord a bénéficié d'aides diverses pour ce projet, entre autres des fonds de l'Iran, et de l'expertise de la Chine[réf. nécessaire].

## Histoire
Le Taepodong 2 a été testé pour la première fois le 4 juillet 2006 lors de la crise des missiles nord-coréens de juillet 2006. Cette date a été choisie comme un pied de nez aux États-Unis qui fêtent le même jour l'anniversaire de leur déclaration d'indépendance. Prévu pour une portée théorique de 3 500  à   4 600 km, ce premier tir de test s'est limité à un vol de 40 secondes (raison de fin du vol inexpliquée à ce jour). Après avoir été propulsé dans les airs, il entame une phase descendante d'accélération et frappe la croûte terrestre à une vitesse égale à Mach 5 (1 700 m/s, 6 120 km/h).
Le 4 avril 2009, la Corée du Nord a lancé une fusée destinée à envoyer un satellite de communication en orbite mais il semblerait, d'après les Forces armées des États-Unis, que ce soit un tir d'essai du missile Taepodong 2,.

### Conséquence
L'ONU condamne le lancement de 2006, et continue le train de sanctions contre la RPDC.
En réaction la Corée du Nord, par l'intermédiaire de Kim Jong-il annonce qu'il ne fera pas la « moindre concession » et qu'il pourrait tenir une « guerre totale » face aux États-Unis.

### Lancement d’un satellite en 2009
La Corée du Nord a informé l'organisation de l'aviation civile internationale (ICAO) qu'elle lancera un « satellite de communications » sur une fusée Unha-2 entre le 4 et le 8 avril 2009; cependant, les analystes de sécurité ont supposé qu’il s’agirait d’un test de missile balistique à longue portée qui pourrait potentiellement atteindre des cibles japonaises ou le continent américain. Le 5 avril 2009, la fusée a été lancée vers 02:30 heures TU (11:30 heures KST). Le United States Northern Command a affirmé que le premier étage de la fusée est tombée dans la mer du Japon, tandis que l'autre partie de la fusée et sa charge sont tombées dans l'océan Pacifique, et aucun objet n’est entré en orbite. Le missile a volé apparemment 3 000 km avant de tomber dans l'océan. Selon les analystes sud-coréens, le Taepodong-2 aurait parcouru au moins 3 200 kilomètres.